# Tomaso de Marchis
Tomaso de Marchi (Roma, 1693 a 1759) fue un arquitecto italiano.
Nacido en Roma, en 1725 entró como miembro de la Congregación de los Virtuosos del Panteón. Quince años después ingresó en la Academia de San Lucas.
Más adelante, entre 1717 y 1759 trabajó en el Tribunale de le Strade, así como en el colegio de Padres Regulares Menores de los Santos Vicente y Anastasio, como arquitecto del marqués Camillo Francesco Massimo, arquitecto de Ancona y de San Silvestro in Capite . En 1754 terminó las obras del Palau Mellini.
Otras obras suyas de renombre son la Villa Barberini del Gianicolo, la restauración del interior de la basílica de los Santos Bonifacio y Alejo, Santa María del Popolo y el Palacio Orsini. Murió en Roma en 1759.